# Jean-Paul Paloméros
Jean-Paul Paloméros, né le 13 août 1953 à Paris, est un général d'armée aérienne français, chef d'état-major de l'Armée de l'air de 2009 à 2012 et commandant suprême allié Transformation au sein de l'OTAN de 2012 à 2015.

## Carrière
Jean-Paul Paloméros intègre l'École de l'air en 1973 (promotion « Capitaine Marchal ») et est qualifié pilote de chasse en 1976. Tout au long de sa carrière, il acquiert une grande expérience à la fois comme commandant opérationnel et comme pilote de chasse. Il effectue en effet 82 missions de combat et plus de 3 500 heures de vol, la plupart sur Mirage F1 C et sur Mirage 2000.
Il est diplômé du Royal Air Force Staff College de Bracknell en Grande-Bretagne en 1993, et il est titulaire du prix Curtis attribué par le chef d'état-major de la RAF.
Il commande l'escadron de chasse 2/12 « Picardie » à Cambrai, notamment lors du déploiement opérationnel « Épervier » au Tchad en 1987. Il prend la tête de la 30e escadre de chasse à Reims en 1990 avant de commander la base aérienne 120 de Cazaux de 1996 à 1998.
Parallèlement, il parfait son expérience des opérations multinationales en étant déployé à Vicence, en Italie, en 1993 en qualité d'adjoint au général commandant les éléments français participant à l'opération « Crécerelle », volet français de l'opération « Deny Flight » en Bosnie-Herzégovine. Il est également déployé à Kiseljak, en Bosnie-Herzégovine, en 1995 comme chef du bureau « air » et adjoint air au commandant de la FORPRONU.
En 1998, il devient chef du bureau « études et plans généraux » de l'état-major de l'Armée de l'air à Paris. Promu général de brigade aérienne en 2001, il devient chef de la division « plans-programmes-évaluation » à l'état-major des armées en 2002. En avril 2005, promu Général de division aérienne il conçoit et met en place la réforme « Air 2010 ».
Promu général d'armée aérienne, il occupe les fonctions de chef d'état-major de l'Armée de l'air du 25 août 2009 au 16 septembre 2012.
Le 6 août 2012, le général Paloméros est désigné commandant suprême allié Transformation par le Conseil de l'Atlantique nord. Succédant à son compatriote le général Stéphane Abrial, il prend son commandement le 28 septembre 2012 à Norfolk en Virginie, aux États-Unis. Le 30 septembre 2015, Denis Mercier lui succède.
En 2017, il est le conseiller militaire d'Emmanuel Macron pendant la campagne présidentielle.

## Vie personnelle
Le général Paloméros est père de cinq enfants.

## Décorations
- Grand officier de la Légion d'honneur[5]
- Grand-croix de l’ordre national du Mérite[4]
- Médaille de l'Aéronautique
- Médaille d'Outre-Mer
- Médaille commémorative française
- Médaille de bronze de la jeunesse et des sports
- Médaille de l'UNPROFOR
- Médaille de l'OTAN
- Grand officier de l'ordre du Rio Branco (Brésil)
- Ordre de l'Amitié des peuples (Russie)
- Médaille de Santos-Dumont
- Grand-croix du Mérite aéronautique (Chili)
- Commandeur distinguished service order (Singapour)